# Draft 2014 de la NFL
2013 2015
La draft 2014 de la NFL est la 79e draft de la NFL de la National Football League, permettant aux franchises de football américain de sélectionner des joueurs universitaires éligibles pour jouer professionnels. L'événement a eu lieu du 8 au 10 mai 2014, comme il est coutume, au Radio City Music Hall de New York. Habituellement, il a lieu à la fin avril, mais le Radio City Music Hall n'étant alors pas disponible, la date du repêchage a été repoussée. La NFL a l'intention de continuer à tenir les repêchages au début mai pour les prochaines années.

## Draft
La Draft se compose de 7 tours ayant, généralement, chacun 32 choix. L'ordre de sélection est décidé par le classement général des équipes durant la saison précédente, donc l'équipe ayant eu le moins de victoires va repêcher en premier et ainsi de suite jusqu'au gagnant du Super Bowl. Les équipes peuvent échanger leurs choix de repêchage, ce qui fait en sorte que l'ordre peut changer.
Les équipes peuvent enfin recevoir des choix compensatoires. Ces choix sont à la fin des tours et il n'est pas possible pour les équipes de les échanger. Les choix compensatoires sont remis aux équipes ayant perdu plus de joueurs (et de meilleure qualité) qu'ils en ont signés durant la période d'agent libre.
- ° : Intronisé au Pro Football Hall of Fame
- † : Joueur sélectionné pour le Pro Bowl

### 1ertour
Les joueurs choisis au premier tour.
| Choix | Équipe                             | Joueur              | Pos              | Université                       | Notes                    |
| ----- | ---------------------------------- | ------------------- | ---------------- | -------------------------------- | ------------------------ |
| 1     | Texans de Houston                  | Jadeveon Clowney †  | Defensive end    | Gamecocks de la Caroline du Sud  |                          |
| 2     | Rams de Saint-Louis                | Greg Robinson       | Offensive tackle | Tigers d'Auburn                  | Redskins → Rams,         |
| 3     | Jaguars de Jacksonville            | Blake Bortles       | Quarterback      | Knights d'UCF                    |                          |
| 4     | Bills de Buffalo                   | Sammy Watkins       | Wide receiver    | Tigers de Clemson                | Browns → Bills,          |
| 5     | Raiders d'Oakland                  | Khalil Mack †       | Linebacker       | Bulls de Buffalo                 |                          |
| 6     | Falcons d'Atlanta                  | Jake Matthews †     | Offensive tackle | Aggies de Texas A&M              |                          |
| 7     | Buccaneers de Tampa Bay            | Mike Evans †        | Wide receiver    | Aggies de Texas A&M              |                          |
| 8     | Browns de Cleveland                | Justin Gilbert      | Cornerback       | Cowboys d'Oklahoma State         | Vikings → Browns,        |
| 9     | Vikings du Minnesota               | Anthony Barr †      | Linebacker       | Bruins d'UCLA                    | Bills → Browns → Vikings |
| 10    | Lions de Détroit                   | Eric Ebron †        | Tight end        | Tar Heels de la Caroline du Nord |                          |
| 11    | Titans du Tennessee                | Taylor Lewan †      | Offensive tackle | Wolverines du Michigan           |                          |
| 12    | Giants de New York                 | Odell Beckham †     | Wide receiver    | Tigers de LSU                    |                          |
| 13    | Rams de Saint-Louis                | Aaron Donald †      | Defensive tackle | Panthers de Pittsburgh           |                          |
| 14    | Bears de Chicago                   | Kyle Fuller †       | Cornerback       | Hokies de Virginia Tech          |                          |
| 15    | Steelers de Pittsburgh             | Ryan Shazier †      | Linebacker       | Buckeyes d'Ohio State            |                          |
| 16    | Cowboys de Dallas                  | Zach Martin †       | Offensive tackle | Fighting Irish de Notre-Dame     |                          |
| 17    | Ravens de Baltimore                | C. J. Mosley †      | Linebacker       | Crimson Tide de l'Alabama        |                          |
| 18    | Jets de New York                   | Calvin Pryor        | Safety           | Cardinals de Louisville          |                          |
| 19    | Dolphins de Miami                  | Ja'Wuan James       | Offensive tackle | Volunteers du Tennessee          |                          |
| 20    | Saints de La Nouvelle-Orléans      | Brandin Cooks       | Wide receiver    | Beavers d'Oregon State           | Cardinals → Saints,      |
| 21    | Packers de Green Bay               | Ha Ha Clinton-Dix † | Safety           | Crimson Tide de l'Alabama        |                          |
| 22    | Browns de Cleveland                | Johnny Manziel      | Quarterback      | Aggies de Texas A&M              | Eagles → Browns,         |
| 23    | Chiefs de Kansas City              | Dee Ford †          | Defensive end    | Tigers d'Auburn                  |                          |
| 24    | Bengals de Cincinnati              | Darqueze Dennard    | Cornerback       | Spartans de Michigan State       |                          |
| 25    | Chargers de San Diego              | Jason Verrett †     | Cornerback       | Horned Frogs de TCU              |                          |
| 26    | Eagles de Philadelphie             | Marcus Smith        | Linebacker       | Cardinals de Louisville          | Colts → Browns, → Eagles |
| 27    | Cardinals de l'Arizona             | Deone Bucannon      | Safety           | Cougars de Washington State      | Saints → Cardinals       |
| 28    | Panthers de la Caroline            | Kelvin Benjamin     | Wide receiver    | Seminoles de Florida State       |                          |
| 29    | Patriots de la Nouvelle-Angleterre | Dominique Easley    | Defensive tackle | Gators de la Floride             |                          |
| 30    | 49ers de San Francisco             | Jimmie Ward         | Safety           | Huskies de Northern Illinois     |                          |
| 31    | Broncos de Denver                  | Bradley Roby        | Cornerback       | Buckeyes d'Ohio State            |                          |
| 32    | Vikings du Minnesota               | Teddy Bridgewater † | Quarterback      | Cardinals de Louisville          | Seahawks → Vikings,      |

#### Échanges1ertour
1. ↑    1. 2 Washington échange cette sélection ainsi que ses sélections de premier et de deuxième tour de la draft 2012 (6e et 39e) et sa sélection de premier tour de la draft 2013 (22e) avec Saint-Louis en échange de la sélection de premier tour de Saint-Louis en 2012 (2e) que Washington utilise pour sélectionner le quarterback Robert Griffin III.
2. ↑    1. 4 Cleveland cède cette sélection à Buffalo en échange de la sélection du premier tour de Buffalo en 2014 (9es) et de ses sélections pour les premier et quatrième tours de la draft 2015 (19e et 115e).
3. ↑    1. 8 Le Minnesota cède cette sélection à Cleveland en échange de la neuvième sélection que Cleveland avait précédemment acquise de Buffalo et d’une sélection de cinquième tour (145e).
4. ↑    1. 9 voir #4 Browns → Bills
5. ↑    1. 9 voir #8 Vikings → Browns
6. ↑    1. 20 Arizona propose cette sélection à La Nouvelle-Orléans en échange des sélections des premier et troisième tours des Saints (27e et 91e)
7. ↑    1. 22 Philadelphie cède cette sélection à Cleveland en échange d'une sélection de premier tour (26e) que Cleveland a précédemment acquise auprès d'Indianapolis et d'un choix de troisième tour (83e).
8. ↑    1. 26 Indianapolis échange cette sélection avec Cleveland en échange du running back Trent Richardson en septembre 2013.
9. ↑    1. 26 voir #22 Eagles → Browns
10. ↑    1. 27 voir #20 Cardinals → Saints
11. ↑    1. 32 Seattle cède cette sélection au Minnesota en échange des sélections des deuxième et quatrième tours du Minnesota (40e et 108e).

### Joueurs notables sélectionnés dans les tours suivants
| Choix | Équipe                             | Joueur                  | Poste            | Université                      | Notes                                  |
| ----- | ---------------------------------- | ----------------------- | ---------------- | ------------------------------- | -------------------------------------- |
| 34    | Cowboys de Dallas                  | DeMarcus Lawrence †     | Defensive end    | Broncos de Boise State          | échangé avec les Redskins              |
| 35    | Browns de Cleveland                | Joel Bitonio †          | Offensive guard  | Wolf Pack du Nevada             |                                        |
| 36    | Raiders d'Oakland                  | Derek Carr †            | Quarterback      | Bulldogs de Fresno State        |                                        |
| 40    | Lions de Détroit                   | Kyle Van Noy †          | Linebacker       | Cougars de BYU                  |                                        |
| 53    | Packers de Green Bay               | Davante Adams †         | Wide receiver    | Bulldogs de Fresno State        |                                        |
| 61    | Jaguars de Jacksonville            | Allen Robinson †        | Wide receiver    | Nittany Lions de Penn State     | échangé avec les 49ers                 |
| 63    | Dolphins de Miami                  | Jarvis Landry †         | Wide receiver    | Tigers de LSU                   | échangé avec les Broncos via les 49ers |
| 92    | Panthers de la Caroline            | Trai Turner †           | Offensive guard  | Tigers de LSU                   |                                        |
| 103   | Falcons d'Atlanta                  | Devonta Freeman †       | Running back     | Seminoles de Florida State      |                                        |
| 144   | Jaguars de Jacksonville            | Telvin Smith (en) †     | Linebacker       | Seminoles de Florida State      |                                        |
| 161   | Packers de Green Bay               | Corey Linsley           | Center           | Buckeyes d'Ohio State           |                                        |
| 200   | Chiefs de Kansas City              | Laurent Duvernay-Tardif | Offensive guard  | Redbirds de l'Université McGill | échangé avec les Jets de New York      |
| 246   | Bears de Chicago                   | Charles Leno †          | Offensive tackle | Broncos de Boise State          | échangéavec les Broncos de Denver      |
| ND    | Falcons d'Atlanta                  | Roosevelt Nix (en) †    | Fullback         | Golden Flashes de Kent State    |                                        |
| ND    | Cowboys de Dallas                  | Casey Kreiter (en) †    | Long snapper     | Hawkeyes de l'Iowa              |                                        |
| ND    | Texans de Houston                  | Chris Boswell (en) †    | Kicker           | Owls de Rice                    |                                        |
| ND    | Colts d'Indianapolis               | Cody Parkey †           | Kicker           | Tigers d'Auburn                 |                                        |
| ND    | Patriots de la Nouvelle-Angleterre | Malcolm Butler †        | Cornerback       | Tigers de West Alabama (en)     |                                        |
| ND    | Chargers de San Diego              | Adrian Philips (en) †   | Safety           | Longhorns du Texas              |                                        |

## Cinéma
Le film américain Le Pari (Draft Day) d'Ivan Reitman, sorti en 2014, se situe durant cette Draft.